# Dactilologia
A dactilologia (português europeu) ou datilologia (português brasileiro) ou alfabeto manual é um sistema de representação, quer simbólica, quer icônica, das letras dos alfabetos das línguas orais escritas, por meio das mãos. É útil para se entender melhor a comunidade surda, faz parte da sua cultura e surge da necessidade de contacto com os cidadãos ouvintes.
Em geral, é um erro comparar o alfabeto manual com a língua gestual (no Brasil: língua de sinais), quando, na realidade, pois este é a anotação, por meio das mãos, das letras das línguas orais e dos seus principais caracteres.

## Tipologia formal
A dactilologia classifica-se em dois tipos.
- Bimanual, onde se representam convencionalmente os caracteres nas distintas falanges e juntas da mão passiva (geralmente a esquerda), usando-se o indicador da outra mão (dominante) como ponteiro sinalizador. É utilizado, actualmente pelos surdos no Reino Unido, Austrália, África do Sul, Nova Zelândia e nalgumas zonas do Canadá. O alfabeto do Reino Unido é muito antigo, pois já era utilizado pelos monges da Irlanda, no século VII.

- Unimanual, em que a mão dominante (geralmente a direita), representa graficamente as letras impressas em minúsculas, do alfabeto latino. A sua origem é espanhola, provavelmente das comunidades de judeus convertidos do início do século XVI.[4]

Na maioria dos países cujas línguas oficiais se escrevem com o alfabeto latino — e, inclusive nos países árabes, como Egipto e Marrocos, se bem que adaptado à grafia árabe — os surdos usam um alfabeto unimanual para representar os caracteres baseado no alfabeto manual espanhol.

## Dactilologia nas línguas gestuais
A dactilologia foi inserida nas línguas gestuais, por educadores, tanto ouvintes como surdos; ela serve de ponte entre a língua gestual e a língua oral que a rodeia.
A dactilologia é usada em muitas línguas gestuais, com vários propósitos: representar palavras (especialmente nomes de pessoas ou de localidades) que não têm gesto (br: sinal) equivalente, ou para ênfase ou clarificação, ou para se ensinar ou aprender uma determinada língua gestual.

## História
A dactilologia tem a sua origem em Espanha. A sua fonte conhecida mais antiga, a obra do monge franciscano Mechor Sánchez de Yebra (1526-1586), foi publicada em 1593. Este afirma no seu livro que a fonte original desse alfabeto é San Buenaventura (Frei Juan de Fidanza, 1221-1274).
Foram descobertos alfabetos manuais em centenas de pinturas renascentistas medievais.
Outro monge espanhol, contemporâneo de Sánchez Yebra, Pedro Ponce de León (1508-1584), também tinha feito uso de um alfabeto manual para educar vários meninos surdos. A difusão alcançada pelo alfabeto manual de Sánchez de Yebra, contudo, não se deve a Ponce de Léon — que não chegou a trazer a público os seus trabalhos, a não ser um, publicado em 1620 — mas a outro espanhol, Juan Pablo Bonet.
Pablo Bonet era secretário da família Fernandez de Velasco, que tinha vários surdos, por causa dos frequentes casamentos entre parentes, realizados para manter o património vinculado à família.
No século XVIII, a dactilologia surgiu em França, através de Jacob Rodrigues Pereira e em 1816, através de Thomas Hopkins Gallaudet, e foi levada para os EUA.